# Pseudobombax palmeri
Pseudobombax palmeri är en malvaväxtart som först beskrevs av S. Wats., och fick sitt nu gällande namn av Armando Dugand. Pseudobombax palmeri ingår i släktet Pseudobombax och familjen malvaväxter. Inga underarter finns listade i Catalogue of Life.